# نمایش رن و استیمپی
نمایش رن و استیمپی (انگلیسی: The Ren & Stimpy Show) یک شوی کاروتونی آمریکایی است که از سال ۱۹۹۱ پخش می‌شود.